# Willard Huyck
Willard Huyck (né le 8 septembre 1945  à Los Angeles) est un scénariste, réalisateur et producteur américain, connu pour son association avec George Lucas.

## Biographie
Willard Huyck a coécrit avec sa femme Gloria Katz les scénarios des films American Graffiti et Indiana Jones et le Temple maudit.

## Filmographie partielle
- 1973 : Messiah of Evil de Willard Huyck
- 1975 : Les Aventuriers du Lucky Lady (Lucky Lady), de Stanley Donen (scénario)
- 1984 : Une défense canon
- 1986 : Howard... une nouvelle race de héros